# Stereo-cinema

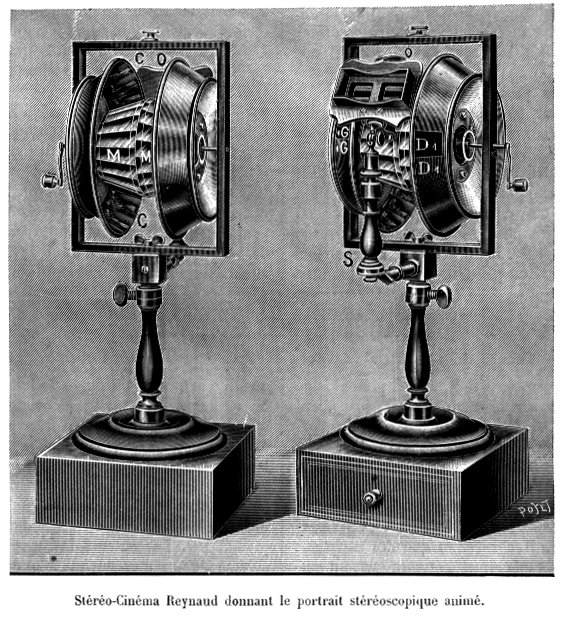
Lo stereo-cinema di Charles-Émile Reynaud

Lo stereo-cinema (stéréo-cinéma, in francese) è un dispositivo ottico che permette la proiezione di una sequenza animata di fotografie stereoscopiche, inventato in Francia nel 1907 da Charles-Émile Reynaud. Si tratta di una evoluzione del prassinoscopio a cui viene unito uno stereoscopio.

## Principio di funzionamento
Similmente a quanto avvenuto già per lo stereofantascopio ideato da Charles Wheatstone e sviluppato da Luis-Jules Duboscq nel 1852, in cui uno stereoscopio veniva accoppiato a due zootropio paralleli, lo stereo-cinema di Reynaud, sviluppato indipendentemente, unisce una coppia di prassinoscopio, montati però verticalmente, ad uno stereoscopio.
Inoltre, i due prassinoscopio, presentano i bordi del tamburo inclinati (a tronco di cono), in modo tale da evitare la distorsione delle immagini che avverrebbe se i bordi fossero a 90° rispetto al fondo del tamburo. All'interno dei due prassinoscopio vengono collocate delle sequenze di fotografie stereoscopiche parallele, il movimento dello strumento, unito allo stereoscopio, permette così di visualizzare una sequenza ciclica di immagini in rilievo.

## Storia
Nel 1876 Charles-Émile Reynaud apporta una modifica sostanziale allo zootropio inserendo al centro del dispositivo una serie di specchi su cui si riflettono le immagini, in modo da ottenere delle immagini più nitide e luminose, inventando così il prassinoscopio. 
Nel 1878 presenterà una successiva evoluzione, il prassinoscopio teatro, anteponendo uno schermo di vetro alla giostra di specchi. Il nuovo strumento, adatto ad una fruizione collettiva, permette di sovrapporre le immagini in movimento a una serie di sfondi intercambiabili.
Nel 1880 elabora la prima versione del teatro prassinoscopio da proiezione, sfruttando la più antica tecnica di proiezione della lanterna magica: il prassinoscopio da proiezione, utilizzava infatti una lanterna magica per proiettare le immagini in movimento su un piccolo schermo, permettendo ad un pubblico più vasto di vederle, tuttavia si limita sempre a una serie di dodici immagini che si ripetono di continuo.
Nel 1888 Reynaud perfezione un proiettore di più larga scala, in cui proietta una serie di immagini su vetro collegate tra loro e sovrapposte ad uno sfondo fisso intercambiabile: inventa così il teatro ottico vero e proprio precursore del cinema e del cartone animato. Dopo aver realizzato tre cortometraggi tra il 1888 e il 1891, Reynaud li proietta pubblicamente al museo Grévin di Parigi. La nascita del cinema, tuttavia, compromette il futuro del teatro ottico, che nel 1900 viene messo da parte, nonostante Reynaud abbia nel frattempo sviluppato uno spettacolo di fitografie in movimento che lui chiama fotopitture animate.
Nel 1907, riprendendo l'iniziale progetto del prassinoscopio, Reynaud elabora lo stereo-cinema, che tuttavia non riscuoterà il medesimo successo delle sue precedenti invenzioni. Esiste attualmente un solo esemplare di questo apparecchio, esposto al Museo delle Arti e Mestieri di Parigi.